# Кирхшлаг-бай-Линц
Кирхшлаг-бай-Линц (нем. Kirchschlag bei Linz) — коммуна (нем. Gemeinde) в Австрии, в федеральной земле Верхняя Австрия. 
Входит в состав округа Урфар.  Население составляет 1963 человека (на 31 декабря 2005 года). Занимает площадь 17 км². Официальный код  —  41 613.

## Политическая ситуация
Бургомистр коммуны — др. Гертрауд Дайм (АНП) по результатам выборов 2003 года.
Совет представителей коммуны (нем. Gemeinderat) состоит из 25 мест.
- АНП занимает 15 мест.
- СДПА занимает 8 мест.
- АПС занимает 2 места.